# كيفن همفريز (سياسي)
كيفن همفريز (بالإنجليزية: Kevin Humphries)‏ هو سياسي أسترالي، ولد في 2 أبريل 1960 في تامورث في أستراليا. نشط حزبياً في New South Wales National Party ‏. في 2007 New South Wales state election ‏، انتخب عضو الجمعية التشريعية لنيو ساوث ويلز عن دائرة Electoral district of Barwon ‏ (24 مارس 2007 – 1 مارس 2019).